# 蘇洛

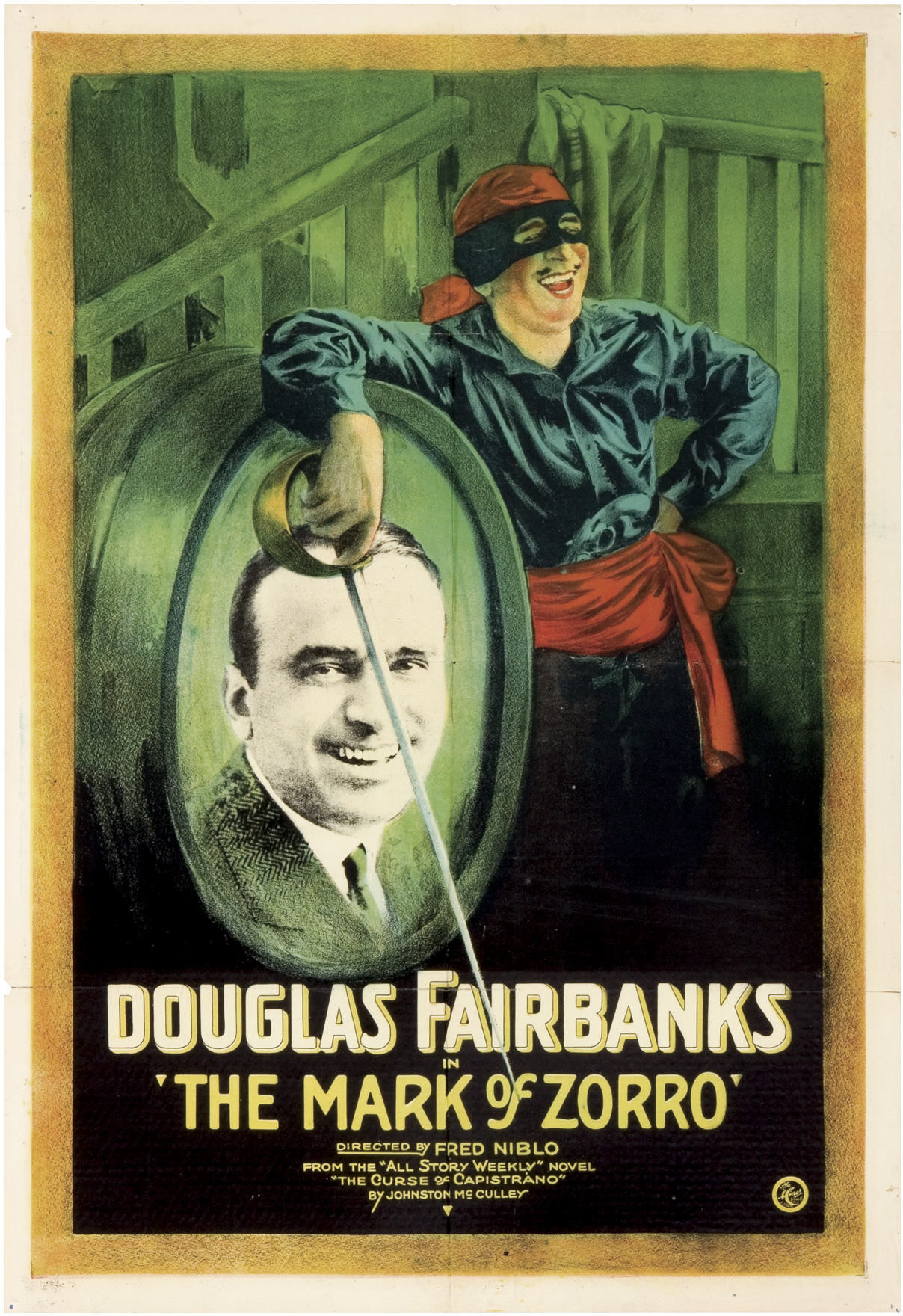
1920年的電影海報

佐罗（英語：Zorro，西班牙語意指狐狸，可引申為狡詐；又譯佐羅（陸譯）、梳羅（港譯））也常稱為蒙面俠蘇洛，小說版稱呼他是「卡皮斯特拉諾（現在加州的聖胡安-卡皮斯特拉諾）之禍」，是美國小說家强斯顿·麦库力1919年發表的冒險小說《蒙面俠蘇洛》里的超級英雄，以蒙面來隱藏真實身份。
蘇洛的首次現身於《The Curse of Capistrano》中。後來逐漸出現在漫畫、小說、電影或電玩當中。第一位在電影中演出的演員是道格拉斯·費爾班克斯。70年代的《佐罗》电影中，由阿兰·德龙扮演。最近的電影系列裡，則是由安東尼·霍普金斯與安東尼奧·班德拉斯主演。
蘇洛的故事發生於西班牙與墨西哥統治時期的加利福尼亞（加州）洛杉磯。一開始是由一位名為「狄亞哥·德·拉·維加閣下」（Don Diego de la Vega）的貴族劍士所假扮，專門對抗政府與其他反派角色。後來由「亞歷山卓·德·拉·維加閣下」（Don Alejandro de la Vega）取代。

## 作品

### 動畫
- 《蒙面俠蘇洛傳》：1996年開始在日本電視台放映的動畫。

### 電影
- 《佐罗》：1975年上映的意大利、法国合拍的電影（阿兰德龙主演）。
- 《佐罗的面具》：1998年上映的美國電影。
- 《蒙面俠蘇洛2：不朽傳奇》：2005年上映的美國電影。

### 電視
- 《Zorro》：1957~59，迪士尼製作[1]、由蓋威廉斯主演，在台灣由迪士尼頻道播出，譯名取為黑龍俠。
- 《寶劍遊龍》：1990~93，共3季，Duncan Regehr主演，台灣由台視播出。

### 電玩
- 《女神異聞錄5》：主角群中的其中一名成員持有的人格面具代表。
- 《Zorro the Chronicles》：以蘇洛為主角的動作冒險遊戲。

## 外部連結
- The Official Site of Zorro （页面存档备份，存于）
- A chronology of the character's activities（页面存档备份，存于）
- Summaries and screen captures of all versions of Zorro
- A comprehensive guide to the New World Zorro television series（页面存档备份，存于）
- Database and cover gallery of Zorro in his various comic book adaptations （页面存档备份，存于）
- A guide to the Walt Disney television series version of Zorro （页面存档备份，存于）

1. ↑  . IMDb.   [2019-10-05]. （原始内容存档于2018-06-15）.